# Elatostema pusillum
Elatostema pusillum är en nässelväxtart som beskrevs av Charles Baron Clarke och Joseph Dalton Hooker. Elatostema pusillum ingår i släktet Elatostema och familjen nässelväxter. Inga underarter finns listade i Catalogue of Life.